# Nattviolssläktet
Nattviolssläktet (Platanthera) är ett släkte av orkidéer, som beskrevs av den franske botanisten Louis Claude Richard 1817. Nattvioler ingår i familjen orkidéer.

## Bildgalleri

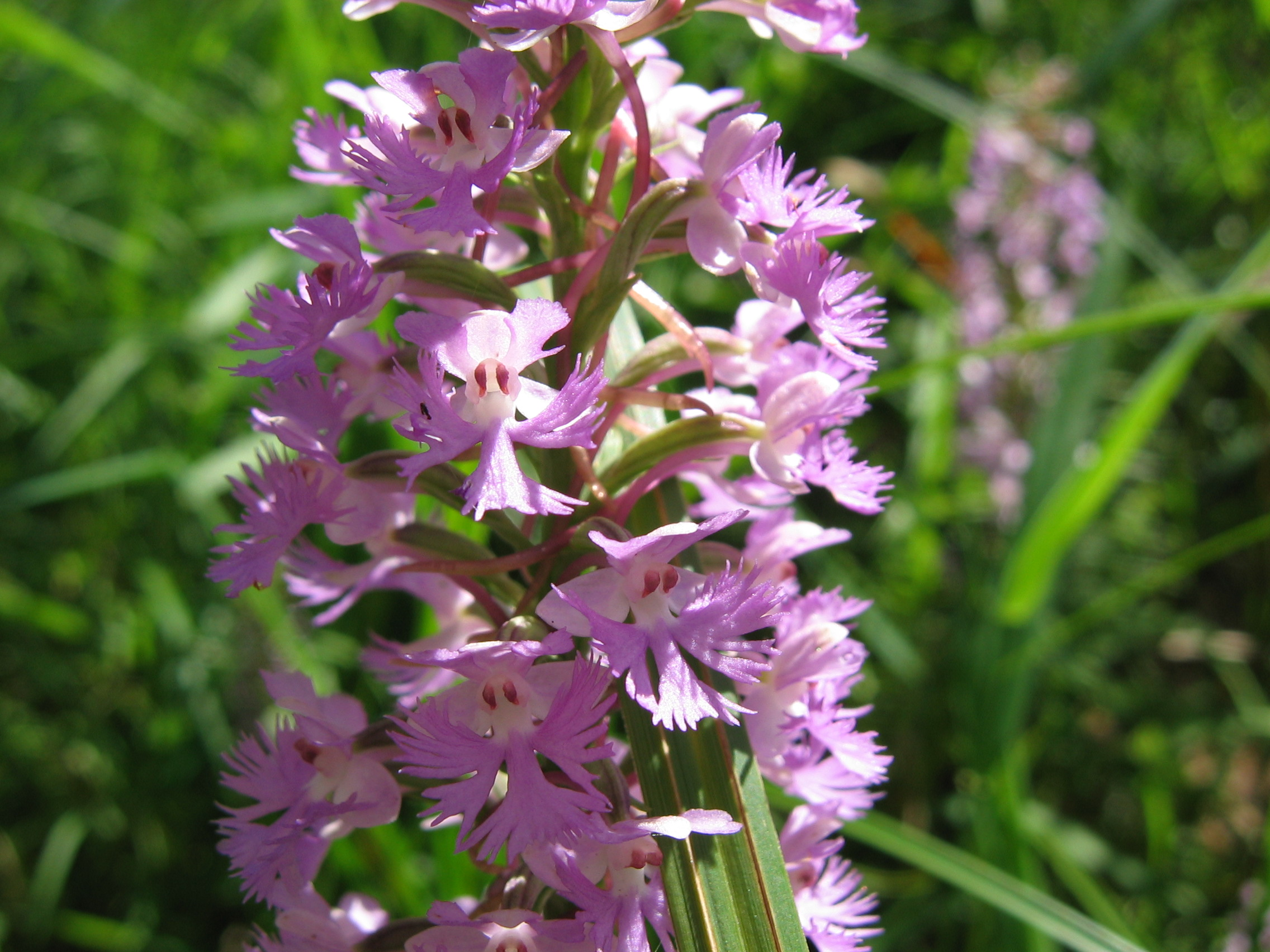
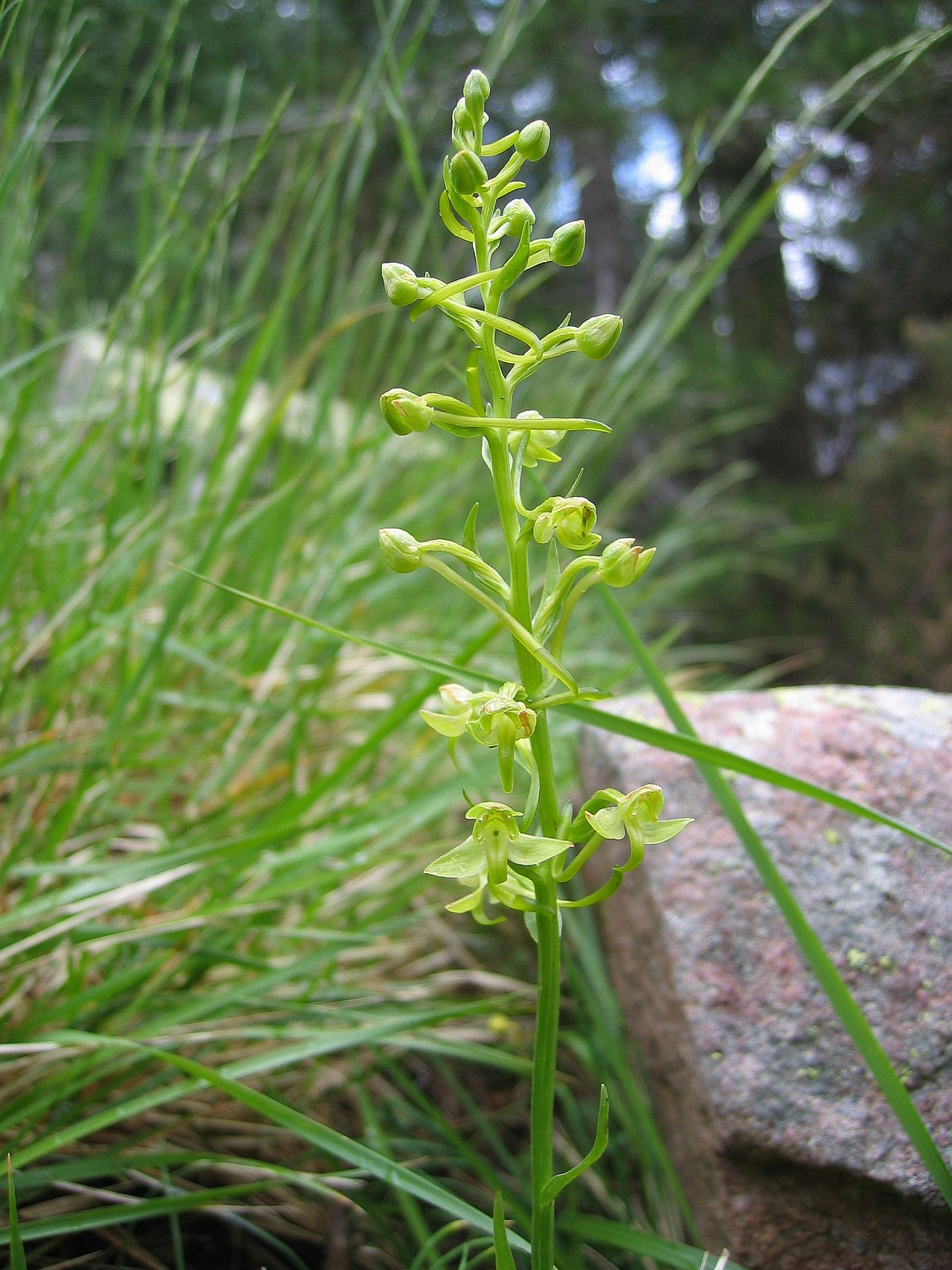

## Dottertaxa till nattviolssläktet, i alfabetisk ordning[1]
- Platanthera albomarginata
- Platanthera algeriensis
- Platanthera alpinipaludosa
- Platanthera amabilis
- Platanthera andrewsii
- Platanthera angustata
- Platanthera angustilabris
- Platanthera apalachicola
- Platanthera aquilonis
- Platanthera arcuata
- Platanthera arfakensis
- Platanthera bakeriana
- Platanthera beckneri
- Platanthera bhutanica
- Platanthera bicolor
- Platanthera biermanniana
- Platanthera bifolia
- Platanthera blephariglottis
- Platanthera blumei
- Platanthera boninensis
- Platanthera borneensis
- Platanthera brevicalcarata
- Platanthera brevifolia
- Platanthera calderoniae
- Platanthera canbyi
- Platanthera channellii
- Platanthera chapmanii
- Platanthera chiloglossa
- Platanthera chlorantha
- Platanthera chorisiana
- Platanthera ciliaris
- Platanthera clavellata
- Platanthera clavigera
- Platanthera colemanii
- Platanthera contigua
- Platanthera convallariifolia
- Platanthera cooperi
- Platanthera correllii
- Platanthera crassinervia
- Platanthera cristata
- Platanthera cumminsiana
- Platanthera curvata
- Platanthera damingshanica
- Platanthera deflexilabella
- Platanthera densa
- Platanthera devolii
- Platanthera dilatata
- Platanthera dyeriana
- Platanthera edgeworthii
- Platanthera elegans
- Platanthera elliptica
- Platanthera elongata
- Platanthera enigma
- Platanthera ephemerantha
- Platanthera epiphytica
- Platanthera exelliana
- Platanthera finetiana
- Platanthera flava
- Platanthera florentia
- Platanthera fuscescens
- Platanthera gibbsiae
- Platanthera grandiflora
- Platanthera griffithii
- Platanthera handel-mazzettii
- Platanthera herminioides
- Platanthera heyneana
- Platanthera hollandiae
- Platanthera holmboei
- Platanthera hologlottis
- Platanthera hookeri
- Platanthera huronensis
- Platanthera hybrida
- Platanthera hyperborea
- Platanthera iinumae
- Platanthera inouei
- Platanthera integra
- Platanthera integrilabia
- Platanthera japonica
- Platanthera kinabaluensis
- Platanthera komarovii
- Platanthera kwangsiensis
- Platanthera lacera
- Platanthera lancilabris
- Platanthera latilabris
- Platanthera leptocaulon
- Platanthera leptopetala
- Platanthera leucophaea
- Platanthera likiangensis
- Platanthera limosa
- Platanthera longibracteata
- Platanthera longicalcarata
- Platanthera longifolia
- Platanthera longiglandula
- Platanthera lueri
- Platanthera mandarinorum
- Platanthera maximowicziana
- Platanthera michaelii
- Platanthera micrantha
- Platanthera minor
- Platanthera minutiflora
- Platanthera mixta
- Platanthera neottianthoides
- Platanthera nivea
- Platanthera nubigena
- Platanthera obtusata
- Platanthera okubo-hachijoensis
- Platanthera okuboi
- Platanthera ophiocephala
- Platanthera ophrydioides
- Platanthera ophryotipuloides
- Platanthera orbiculata
- Platanthera oreophila
- Platanthera osceola
- Platanthera pachycaulon
- Platanthera pallida
- Platanthera papuana
- Platanthera peichatieniana
- Platanthera peramoena
- Platanthera praeclara
- Platanthera psycodes
- Platanthera purpurascens
- Platanthera replicata
- Platanthera reznicekii
- Platanthera robinsonii
- Platanthera roseotincta
- Platanthera sachalinensis
- Platanthera saprophytica
- Platanthera shriveri
- Platanthera sikkimensis
- Platanthera singgalangensis
- Platanthera sinica
- Platanthera sonoharae
- Platanthera sparsiflora
- Platanthera stapfii
- Platanthera stenantha
- Platanthera stenoglossa
- Platanthera stenophylla
- Platanthera stricta
- Platanthera taiwanensis
- Platanthera takedae
- Platanthera tescamnis
- Platanthera tipuloides
- Platanthera transversa
- Platanthera unalascensis
- Platanthera undulata
- Platanthera uniformis
- Platanthera urceolata
- Platanthera ussuriensis
- Platanthera vossii
- Platanthera yadonii
- Platanthera yakumontana
- Platanthera yangmeiensis
- Platanthera yosemitensis
- Platanthera zothecina